# Керченко, Михаил Степанович

Курганская областная писательская организация: верхний ряд: М.С. Керченко, В.М. Спичкин (Огнев), В.Ф. Потанин, М.И. Шушарин, А.М. Пляхин; нижний ряд: И.П. Яган, Р.И. Бутакова, Л.Х. Андреева, Я.Т. Вохменцев, 1975 год.

Михаи́л Степа́нович Ке́рченко (25 июля 1922, Чалдонка, Забайкальская область — 12 июля 2002, Курган) — русский советский писатель, журналист, зоотехник-пчеловод.

## Биография
Михаил Степанович Керченко родился 25 июля 1922 года на прииске Чалдонка Нерчинского уезда Забайкальской области Дальневосточной республики, ныне село входит в Городское поселение «Могочинское» Могочинского района Забайкальского края.
Окончил Горно-Алтайский сельхозтехникум, агроном-полевод.
С апреля 1943 года работал агрономом-плановиком Бийской селекционной станции.
В 1944—1954 годах работал преподавателем сельскохозяйственных учебных заведений (Макушинского сельскохозяйственного техникума и Курганского сельскохозяйственного института). Окончил Новосибирский сельскохозяйственный институт.
Член КПСС.
В 1954—1959 годах работал корреспондентом газеты «Красный Курган», на страницах которой с 1953 года стали появляться его очерки и рассказы.
После окончания института пчеловодства в селе Рыбное Рязанской области, с 1960 по 1966 годы работал старшим межрайонным зоотехником-пчеловодом.
В июле 1966 назначен редактором Макушинской районной газеты «Призыв».
С февраля 1970 и до выхода на пенсию в 1982 году вновь работал межрайонным зоотехником-пчеловодом.
С марта 1970 года член Союза писателей СССР, после распада СП СССР — член Союза писателей России, состоял на учёте в Курганской областной писательской организации.
Михаил Степанович Керченко умер 12 июля 2002 года в городе Кургане Курганской области. Похоронен на Зайковском кладбище города Кургане Курганской области, участок 95.

## Творчество
Литературной деятельностью Михаил Керченко начал заниматься еще в 1940-е годы. Он писал прозу, стихи, сказки, рассказы, басни, но в любом жанре мы находим  произведения о природе. Человек, его связь и отношения с живой природой — такова основная тема его творчества.

## Награды
- Медаль «За доблестный труд. В ознаменование 100-летия со дня рождения Владимира Ильича Ленина»
- Медаль «За освоение целинных земель»
- Лауреат курганской областной премии в области литературы, дважды: 1994 год, 1998 год
- Лауреат курганской городской премии «Признание».

## Сочинения
Произведения М. С. Керченко с 1953 года стали появляться на страницах газеты «Красный Курган». Публиковались в различных журналах и сборниках. Выходили отдельными изданиями.
- Керченко М.С. Опыт работы передовых пчеловодов. — Курган: Советское Зауралье, 1961. — 29 с. — 2000 экз.
- Керченко М.С. Лесной барабанщик: рассказы и сказки. — Курган: Советское Зауралье, 1963. — 52 с.
- Керченко М.С. Зори на просеках: рассказы [о пчеловодах]. — Челябинск: Юж.-Урал. кн. изд-во, 1967. — 99 с.
- Керченко М.С. Янтарные соты. — Челябинск: Юж.-Урал. кн. изд-во, 1975.
- Керченко М.С. Донника белый цвет: Повесть. — Челябинск: Юж.-Урал. кн. изд-во, 1980. — 224 с. — 15 000 экз.[5]
- Керченко М.С. У шоссейной дороги: повести. — Челябинск: Юж.-Урал. кн. изд-во, 1985. — 333 с.
- Керченко М.С. Жизнь золотого роя. — Челябинск: Юж.-Урал. кн. изд-во, 1989. — 222 с. — 10 000 экз. — ISBN 5-7688-0146-4.[6]
- Керченко М.С. Я встретил Вас: лирика. — Курган: Периодика, 1990. — 95 с.
- Керченко М.С. Город слёз и тополей: Поэмы и стихи. — Курган: Периодика, 1992. — 127 с. — 5000 экз. — ISBN 5-8282-0005-2.[7]
- Керченко М.С. Жизнь золотого роя. — Курган: Парус-М, 1994. — 431 с. — 40 000 экз. — ISBN 5-86047-031-2.[8]
- Керченко М.С. Жизнь золотого роя. — Курган: Изд.-полигр. предприятие «Зауралье», 1994. — 431 с. — ISBN 5-87247-033-9.[8]
- Керченко М.С. Сиреневые лабиринты: стихи. — Курган: Реформа, 1994. — 126 с. — ISBN 5-86051-039-X.
- Керченко М.С. Подарок тестю: юмористические рассказы. — Курган: Реформа, 1995. — 133 с. — ISBN 5-96057-057-9.
- Керченко М.С. Золото в лазури: стихи-верлибр. — Курган: Реформа, 1995. — 109 с. — ISBN 5-86051-050-0.
- Керченко М.С. Тайна подземного замка. — Курган, 1996.
- Керченко М.С. Остров волшебницы Кандиды: сказка-повесть. — Курган: Курганское частное издательство, 1996. — 154 с. — 1000 экз. — ISBN 5-86051-064-0.
- Керченко М.С. Годы странствий: повествование о времени и о себе. — Курган: Реформа, 1997. — 192 с. — ISBN 5-86051-076-4.
- Керченко М.С. Чудесные сказки Чародея. — Курган: Реформа, 1997. — 186 с. — ISBN 5-86051-066-7.
- Керченко М.С. Всегда с тобой: лирика. — Курган: Реформа, 1998. — 208 с. — ISBN 5-86051-073-X.
- Керченко М.С. Хочу жить шикарно: комедия в 5-ти действиях. — Курган, 1999. — 213 с. — ISBN 5-86051-050-0.
- Керченко М.С. Тропа моей жизни. — Курган, 1999.
- Керченко М.С. Медовый клад (басни и рассказы). — Курган, 2001. — 121 с.

## Семья
- Сын Святослав — инженер-строитель, поэт
- Дочь Светлана — электротехник
- Дочь Наталья — медик
- Дочь Елена — пианист, дирижёр